# Condado de Lake (Montana)
El condado de Lake (en inglés: Lake County), fundado en 1923, es uno de los 56 condados del estado estadounidense de Montana. En el año 2000 tenía una población de 26.507 habitantes con una densidad poblacional de 7 personas por km². La sede del condado es Polson.

## Geografía
Según la Oficina del Censo, el condado tiene un área total de 4284 km² (1654,1 mi²), de la cual 3869 km² (1493,8 mi²) es tierra y 414 km² (159,8 mi²) (9.67%) es agua.

### Condados adyacentes
- Condado de Flathead - norte, este
- Condado de Missoula - este, sur
- Condado de Sanders - este

## Demografía
En el 2000 la renta per cápita promedia del condado era de $28,740, y el ingreso promedio para una familia era de $34,033. En 2000 los hombres tenían un ingreso per cápita de $27,009 versus $19,162 para las mujeres. El ingreso per cápita para el condado era de $15,173. Alrededor del 18.70% de la población estaba bajo el umbral de pobreza nacional.

## Comunidades

### Ciudades
- Polson
- Ronan

### Pueblo
- St. Ignatius

### Lugares designados por el censo
| - Arlee - Big Arm - Charlo - Dayton - Elmo | - Finley Point - Jette - Kerr - Kicking Horse | - Kings Point - Niarada - Pablo - Ravalli | - Rocky Point - Rollins - Turtle Lake - Woods Bay |